# Katō

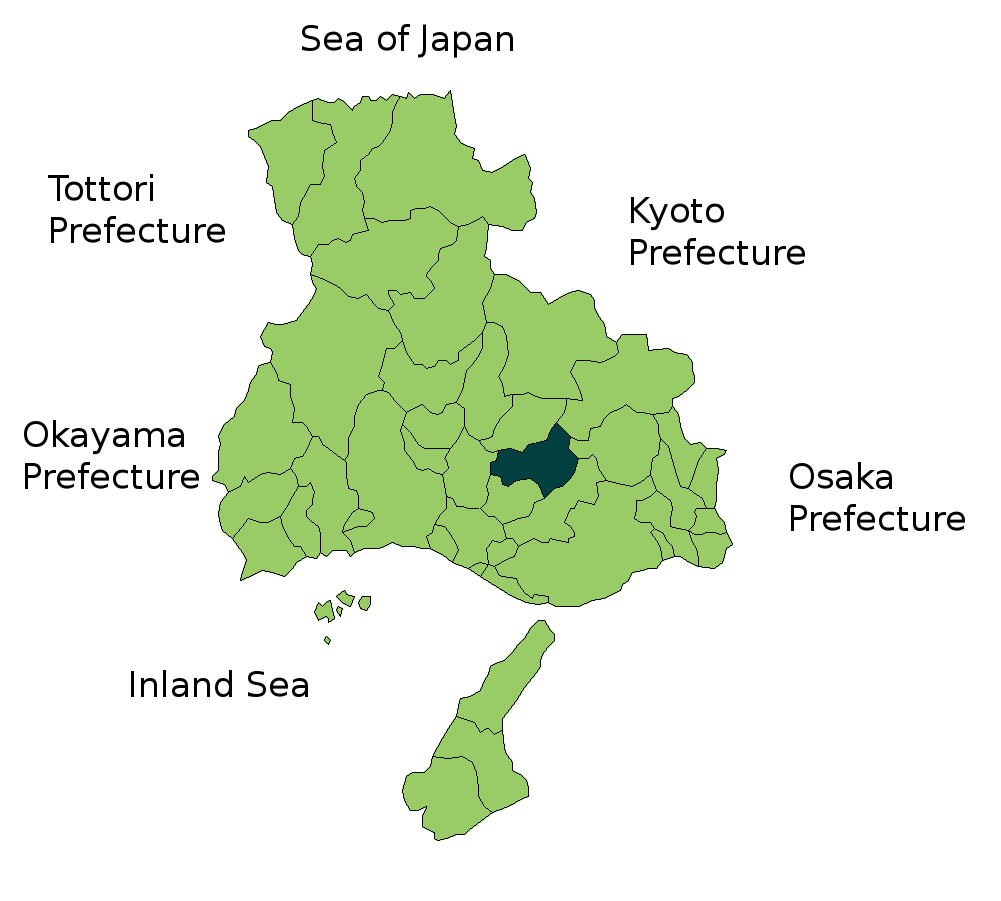

Katō (加東市 Katō-shi?) este un municipiu din Japonia, prefectura Hyōgo.